# 托拉尔瓦德洛斯夫赖莱斯
托拉尔瓦德洛斯夫赖莱斯，是西班牙阿拉贡自治区萨拉戈萨省的一个市镇。 总面积59平方公里，总人口96人（2001年），人口密度2人/平方公里。